# 幽州 (古代)
幽州，中國東漢末至五代時的州，前身為監察區幽州刺史部。

## 沿革

### 漢朝
西漢元封五年（前106年），設立十三刺史部。其中，幽州刺史部地處今中國河北省北部、北京市、天津市、遼寧省大部以及朝鮮大部。但此时的幽州刺史部只是監察區，非真正意義上的行政區。
東漢中平五年（188年）後，州成為正式的一級行政區域。幽州治廣陽郡薊縣（今北京市西城區西南），領十郡一屬國：廣陽郡、涿郡、代郡、上谷郡、漁陽郡、右北平郡、遼西郡、遼東郡、玄菟郡、樂浪郡、遼東屬國。漢末，公孫氏割據遼東、玄菟、樂浪三郡，置平州。建安中，公孫康分樂浪郡置帶方郡。建安十八年（213年），幽州併入冀州。

### 魏晉
曹魏黃初元年（220年），分冀州復置幽州。太和六年（232年），改廣陽郡為燕國。景初二年（238年），平公孫氏，得遼東、玄菟、樂浪、帶方四郡。至魏末，幽州領十一郡一國：燕國、涿郡、代郡、上谷郡、漁陽郡、右北平郡、遼西郡、遼東郡、玄菟郡、樂浪郡、帶方郡、昌黎郡（前身為遼東屬國）。
西晉泰始元年（265年），改涿郡為范陽國。泰始十年（274年），分幽州昌黎、遼東、玄菟、樂浪、帶方五郡復置平州。咸寧三年（277年），改封諸王，漁陽郡併入燕國。後分上谷郡置廣寧郡。太康十年（289年），改封諸王，以北平、上谷、廣寧三郡為燕國支郡。至此，幽州領五郡二國：燕國、范陽國、代郡、上谷郡、廣寧郡、北平郡（前身為右北平郡）、遼西郡。後分燕國復置漁陽郡。建興二年（314年）後，幽州為段部鮮卑所據。

### 十六國
後趙元年（319年），佔領段部鮮卑燕郡、漁陽、范陽三郡部分地域，仍置幽州。建武四年（338年），佔領幽州全境。建武五年（339年），分幽州遼西、北平二郡置營州。至此，幽州領六郡：燕郡、漁陽郡、范陽郡、上谷郡、廣寧郡、代郡。
前燕二年（350年），佔領後趙幽州、營州，併營州入幽州。至此，幽州領八郡：燕郡、漁陽郡、范陽郡、上谷郡、廣寧郡、代郡、北平郡、遼西郡。
前秦建元六年（370年），佔領前燕幽州、平州，併平州昌黎、遼東、玄菟三郡入幽州。建元十六年（380年），分幽州復置平州。至此，幽州仍領八郡。
後燕二年（385年），佔領前秦幽州，平州昌黎郡改屬幽州，州治遷至昌黎郡龍城縣（今遼寧省朝陽市雙塔區）。建興三年（388年），代郡為劉顯所據。永康元年（396年），漁陽、上谷、廣寧三郡陷於北魏。建平元年（398年），遷都龍城，州治遂遷至遼西郡肥如縣（今河北省盧龍縣西北），昌黎郡改屬司州。長樂元年（399年），燕郡、范陽、北平三郡陷於北魏。後析置建德郡、石城郡、冀陽郡。光始二年（402年），州治遷至遼西郡令支縣（今河北省遷安市西）。光始三年（403年），分幽州建德、石城、冀陽三郡僑置并州。至此，幽州僅領遼西一郡。光始六年（406年），分幽州僑置冀州。
北燕正始元年（407年）取代後燕後，幽州仍領遼西一郡。同年，遼西郡濡水以西陷於北魏，州治遷至肥如，與冀州同城而治。太興二年（432年），幽州全境陷於北魏。

### 北朝
北魏皇始元年（396年），佔領後燕幽州漁陽、上谷、廣寧三郡，後廢上谷、廣寧二郡。皇始二年（397年），析置密雲郡。天興二年（399年），佔領後燕幽州燕郡、范陽、北平三郡。至此，幽州還治燕郡薊縣，領五郡：燕郡、漁陽郡、范陽郡、北平郡、密雲郡。
太平真君七年（446年），北平郡併入漁陽郡。皇興二年（468年），分幽州密雲郡置安州。至此，幽州領三郡：燕郡、范陽郡、漁陽郡。
北周滅北齊後，在幽州置總管府，總管幽定等七州六鎮諸軍事。

### 隋朝
隋朝開皇三年（583年）廢郡，燕郡、范陽、漁陽三郡領縣直屬於幽州。至此，幽州領六縣：薊、良鄉、安次、涿、雍奴、潞。開皇九年（589年），析置固安縣。大業元年（605年），廢總管府；廢燕州，其所領懷戎、昌平二縣改屬幽州。至此，幽州領九縣：薊、良鄉、安次、涿、固安、雍奴、昌平、懷戎、潞。大業三年（607年），改幽州為涿郡。

### 唐朝
唐朝武德元年（618年），改涿郡為幽州，懷戎縣陷於高曇晟。武德二年（619年），潞縣改屬玄州。武德五年（622年），以固安縣置北義州。武德七年（624年），改涿縣為范陽縣。貞觀元年（627年），廢玄州，其所領漁陽、潞二縣改屬幽州；廢北義州，其所領固安縣改屬幽州。貞觀八年（634年），瀛州歸義縣改屬幽州。乾封二年（667年），分漁陽縣置無終縣。至此，幽州領十一縣：薊、良鄉、安次、范陽、固安、雍奴、昌平、潞、漁陽、歸義、無終。
武周如意元年（692年），分安次縣置武隆縣。萬歲通天二年（697年），改無終縣為玉田縣。聖曆元年（698年），改良鄉縣為固節縣。至此，幽州領十二縣：薊、固節、安次、范陽、固安、雍奴、昌平、潞、漁陽、歸義、玉田、武隆。
唐朝神龍元年（705年），復固節縣為良鄉縣。景龍三年（708年），分潞縣置三河縣。景雲元年（710年），改武隆縣為會昌縣。開元十八年（730年），分幽州漁陽、玉田、三河三縣置薊州。至此，幽州領十縣：薊、良鄉、安次、范陽、固安、雍奴、昌平、潞、歸義、會昌。天寶元年（742年），改幽州為范陽郡，雍奴縣為武清縣，會昌縣為永清縣。
燕聖武元年（756年），改范陽郡為范陽府。唐朝至德二載（757年），復范陽府為范陽郡。乾元元年（758年），復范陽郡為幽州。燕順天元年（759年），建都於此，升幽州為燕京范陽府，分薊縣置廣平縣。
唐朝寶應二年（763年），平定安史之亂，復范陽府為幽州，隸盧龍節度使。大曆四年（769年），分幽州范陽、固安、歸義三縣置涿州。建中二年（781年），分薊縣置幽都縣。至此，幽州領九縣：薊、幽都、良鄉、安次、武清、昌平、潞、永清、廣平。唐末，廢廣平縣，分薊縣置玉河縣。
| 唐朝幽州辖县 | 唐朝幽州辖县 |
| ------------ | --- |
| 618年        | 蓟县、潞县、雍奴县、安次县、固安县、涿县、良乡县、昌平县（渔阳县来属，怀戎县改属燕州）                               |
| 619年        | 蓟县、雍奴县、安次县、固安县、涿县、良乡县、昌平县（渔阳县改属渔阳郡，潞县改属玄州）                                 |
| 621年        | 蓟县、雍奴县、安次县、固安县、涿县、良乡县、昌平县                                                                   |
| 622年        | 蓟县、雍奴县、安次县、涿县、良乡县、昌平县（固安县改属北义州）                                                       |
| 624年        | 蓟县、雍奴县、安次县、涿县（改名范阳县）、良乡县、昌平县                                                             |
| 627年        | 蓟县、雍奴县、安次县、范阳县、良乡县、昌平县（渔阳县、固安县、潞县来属）                                             |
| 634年        | 蓟县、雍奴县、安次县、范阳县、良乡县、昌平县、渔阳县、固安县、潞县（归义县来属）                                     |
| 667年        | 蓟县、雍奴县、安次县、范阳县、良乡县、昌平县、渔阳县、固安县、潞县、归义县（新设无终县）                             |
| 692年        | 蓟县、雍奴县、安次县、范阳县、良乡县、昌平县、渔阳县、固安县、潞县、归义县、无终县（新设武隆县）                     |
| 697年        | 蓟县、雍奴县、安次县、范阳县、良乡县、昌平县、渔阳县、固安县、潞县、归义县、无终县（改名玉田县）、武隆县             |
| 698年        | 蓟县、雍奴县、安次县、范阳县、良乡县（改名固节县）、昌平县、渔阳县、固安县、潞县、归义县、玉田县、武隆县             |
| 705年        | 蓟县、雍奴县、安次县、范阳县、固节县（改名良乡县）、昌平县、渔阳县、固安县、潞县、归义县、玉田县、武隆县             |
| 708年        | 蓟县、雍奴县、安次县、范阳县、良乡县、昌平县、渔阳县、固安县、潞县、归义县、玉田县、武隆县（新设三河县）             |
| 710年        | 蓟县、雍奴县、安次县、范阳县、良乡县、昌平县、渔阳县、固安县、潞县、归义县、玉田县、武隆县（改名会昌县）、三河县     |
| 730年        | 蓟县、雍奴县、安次县、范阳县、良乡县、昌平县、固安县、潞县、归义县、会昌县（渔阳县、玉田县、三河县改属蓟州）         |
| 735年        | 蓟县、雍奴县、安次县、范阳县、良乡县、昌平县、固安县、潞县、归义县、会昌县                                           |
| 742年        | 蓟县、雍奴县（改名武清县）、会昌县（改名永清县）、安次县、范阳县、良乡县、昌平县、固安县、潞县、归义县（新设广宁县） |
| 744年        | 蓟县、武清县、永清县、安次县、范阳县、良乡县、昌平县、固安县、潞县、归义县（废除广宁县）                             |
| 759年        | 蓟县、武清县、永清县、安次县、范阳县、良乡县、昌平县、固安县、潞县、归义县（新设广平县）                             |
| 769年        | 蓟县、武清县、永清县、安次县、良乡县、昌平县、潞县、广平县（范阳县、固安县、归义县改属涿州）                         |
| 781年        | 蓟县、武清县、永清县、安次县、良乡县、昌平县、潞县、广平县（新设幽都县）                                             |
| 907年        | 蓟县、幽都县、武清县、永清县、安次县、良乡县、昌平县、潞县（废除广平县）                                             |

### 五代
後唐長興三年（932年），改昌平縣為燕平縣。後晉天福元年（936年），復燕平縣為昌平縣，並許諾割幽州予契丹。天福三年（938年），正式割讓幽州，契丹升幽州為南京幽都府。

## 長官

### 東漢幽州牧（188年－193年）
- 劉虞（188年－193年）[25]

### 東漢幽州刺史（193年－213年）
- 段訓（193年－？）[25]
- 袁熙（199年－205年）
- 焦觸（205年）[26]
- 常林（？－211年）[27]

### 曹魏幽州刺史（220年－265年）
- 崔林（文帝時）[28]
- 王雄（？－235年）[29]
- 毌丘儉（235年－246年）[30]
- 杜恕（？－249年）[31]
- 何楨[32]
- 賈敷[33]
- 孫歷（？－265年）[34]

### 孫吳幽州牧
- 孫韶（遙領，？－241年）[35]
- 文欽（遙領，255年－258年）[30]

### 晉朝幽州刺史（265年－338年）
- 孫歷（265年－？）[34]
- 衞瓘（271年－278年）[36]
- 高光（武帝時）[37]
- 李陽（元康中）[38]
- 許猛（元康中）[39]
- 辛怡（296年）[40]
- 石尟（石堪，？－304年）[41]
- 和演（304年）[41]
- 王斌（304年）[42]
- 王浚（306年－314年）[41]
- 段匹磾（314年－321年）
- 陳眕（323年－？）
- 段末波（318年－325年）
- 段牙（325年）[43]
- 段遼（325年－338年）[44]

附：西晋都督幽州诸军事
- 王乂（265年－266年）
- 卫瓘（271年－278年）
- 严询（279年－281年）
- 张华（282年－286年）
- 唐彬（286年－289年）
- 杨济（289年－290年）
- 刘弘（293年－300年）
- 王浚（300年－314年）
- 刘琨（315年－316年）

### 晉朝幽州牧（338年－352年）
- 慕容皝（338年－348年）[45]
- 慕容雋（349年－352年）[46]

### 漢幽州刺史（314年）
- 劉翰（行，314年）[47]

### 後趙幽州刺史（319年－350年）
- 李孟（338年見任）[48]
- 石光（340年見任）[48]
- 王午（？－350年）[49]

### 前燕幽州刺史（352年－370年）
- 慕容德（352年－？）[50]
- 乙逸（？－357年）[51]

### 前秦幽州刺史（370年－385年）
- 郭慶（370年－？）[52]
- 苻洛（？－380年）
- 平規（380年）
- 梁讜（380年－？）[53]
- 王永（？－385年）[54]

### 前秦幽州牧（385年）
- 苻謨（385年）[54]

### 後燕幽州牧（385年－395年）
- 慕容農（385年－389年）[54]
- 慕容隆（389年－395年）[55]

### 後燕幽州刺史（395年－407年）
- 慕容會（395年－？）[56]
- 慕容豪（398年）[57]
- 盧溥（399年－400年）[58]
- 慕容拔（402年－？）[59]
- 慕容懿（？－407年）

### 北燕幽州刺史（407年－432年）
- 慕容懿（407年）[60]
- 庫傉官昌（？－416年）[61]

### 北魏幽州刺史（396年－534年）
- 許謙（396年追贈）[62]
- 封豆（396年－？）[63]
- 拓跋素延（396年－？）[64]
- 張袞（396年－398年）[62]
- 封沓干（？－399年）[58]
- 奚斤（道武帝時）[65]
- 高恒（追贈）[66]
- 尉諾（明元帝、太武帝時）[67]
- 羅結（太武帝時追贈）[68]
- 羅彌（太武帝時追贈）[68]
- 費郁（太武帝時追贈）[68]
- 張昭（433年－435年）[33]
- 李崇（太武帝時）[69]
- 公孫質（448年追贈）[33]
- 公孫斌（455年追贈）[33]
- 祖嶷（追贈）[70]
- 羅敦（追贈）[68]
- 公孫叡（追贈）[33]
- 奚直（追贈）[71]
- 拓跋篤[72]
- 王仲智[33]
- 孔昭（？－461年）[63]
- 陳建（文成帝時）[73]
- 常訢（天安中）[74]
- 張赦提（獻文帝時）[75]
- 公孙蘧（獻文帝時）[76]
- 李恭（追贈）[77]
- 李華（追贈）[78]
- 高洪（追贈）[79]
- 鄭演（追贈）[80]
- 平恒（孝文帝時追贈）[81]
- 胡泥（孝文帝時）[82]
- 元笃（489年左右）[83]
- 高閭（孝文帝時）[79]
- 劇買奴[84]
- 李肃（498年—499年）
- 韦欣宗（500年）
- 盧淵（501年追贈）[85]
- 高閭（503年追贈）[79]
- 崔挺（503年追贈）[86]
- 李遵（508年追贈）[78]
- 李煥（宣武帝時追贈）[87]
- 慕容暉（追贈）[88]
- 元世遵（宣武帝時）[72]
- 崔延伯（永平中）[71]
- 李宣茂（？－513年）[78]
- 元景略（？－516年）[89]
- 邢虯（追贈）[90]
- 高雙[91]
- 李伯膺（追贈）[92]
- 祖慎（追贈）[93]
- 王秉[94]
- 高聰（孝明帝時）[95]
- 崔休（孝明帝時）[96]
- 裴延雋（孝明帝時）[96]
- 趙邕（孝明帝時）[97]
- 王誦（孝明帝時）[85]
- 元謐（孝明帝時）[98]
- 盧同（孝明帝時）[99]
- 常景（？－525年）
- 游祥（525年追贈）[80]
- 高諒（525年追贈）[86]
- 張普惠（525年追贈）[100]
- 王延年（525年－526年）[101]
- 辛穆（526年追贈）[102]
- 劉靈助（528年－531年）[103]
- 劉僧安（529年追贈）[103]
- 楊侃（532年追贈）[104]
- 楊遁（532年追贈）[104]
- 陽藻（永熙中追贈）[82]
- 卢曹（532年）
- 卢文伟（532年）

### 東魏幽州刺史（534年－550年）
- 盧道虔[85]
- 尉長命[105]
- 厙狄盛[105]
- 平季（追贈）[84]
- 盧恭道（追贈）[92]
- 盧元緝（追贈）[85]
- 盧道約（543年追贈）[85]
- 韓子熙（武定初追贈）[106]
- 張亮[107]
- 邢遜（546年追贈）[90]
- 山偉（追贈）[108]

### 北齊幽州刺史（550年－577年）
- 厙狄伏連（皇建中）[109]
- 斛律羨（564年－568年）[110]
- 獨孤永業（572年）[111]
- 潘子晃（？－576年）[112]

### 隋朝幽州刺史（581年－607年）
- 宋忻（581年）
- 陰壽（權檢總管事，帶刺史，581年－583年）
- 田軌
- 趙乾贊
- 郭振武
- 麯稜
- 獨孤整（大業初）[113]

### 唐朝幽州刺史（618年－742年，758年－759年，763年－907年）
- 羅藝（幽州總管兼任，618年－623年）
- 喬寬（幽州總管兼任，武德年间）
- 李瑗（幽州大都督兼任，626年）
- 王君廓（幽州都督兼任，626年－627年）
- 李玄道（幽州都督兼任，627年）
- 李祐（幽州都督兼任，628年，遥领）
- 張允濟（幽州都督兼任，贞观初年）
- 衛孝節（幽州都督兼任，629年見任）
- 李靈夔（幽州都督兼任，636年－640年）
- 程知節（幽州都督兼任，642年—643年）
- 張士貴（幽州都督兼任，643年－644年）
- 獨孤彥雲（幽州都督兼任，贞观年间）
- 郭振武（幽州都督兼任，贞观年间）
- 崔幹（幽州都督兼任，贞观年间）
- 李緯（幽州都督兼任，贞观年间）
- 刘德威（幽州都督兼任，贞观年间）
- 裴行方（幽州都督兼任，永徽年间）
- 李賢（幽州都督兼任，656年－661年，遥领）
- 李晦（幽州都督兼任，显庆、龙朔年间）
- 高真行（幽州都督兼任，670年—676年）
- 阎嘉宾（幽州都督兼任，唐高宗时）
- 李崇義（幽州都督兼任，唐高宗时）
- 李文暕（幽州都督兼任，679年－681年）
- 李琬（幽州都督兼任，唐高宗、武后时）
- 韦知贞
- 杜德裕
- 梁亶（幽州都督兼任，武周时）
- 陳令英（幽州都督兼任，武周时）
- 李琨（幽州都督兼任，武周时）
- 王方平（幽州都督兼任，695年）
- 狄仁傑（幽州都督兼任，697年）
- 張仁愿（幽州都督兼任，697年－702年）
- 李多祚（幽州都督兼任，702年）
- 唐休璟（幽州都督兼任，704年）
- 屈突仲翔（幽州都督兼任，704年）
- 封思業（幽州都督兼任，706年）
- 薛訥（幽州都督兼任，710年）
- 裴懷古（幽州都督兼任，711年－712年）
- 孫佺（幽州都督兼任，712年）
- 宋璟（幽州都督兼任，712年）
- 盧齊卿（幽州都督兼任，712年）
- 甄亶（713年—715年）
- 刘某（开元初期）[114]
- 幽州節度使兼任（712年－742年）
- 范陽節度使兼任（758年－759年）
- 盧龍節度使兼任（763年－907年）

### 五代幽州刺史（907年－938年）
- 盧龍節度使兼任（907年－938年）